# Abertura Barcza
Abertura Barcza ou Sistema Barcza (pronuncia-se bartza) é uma abertura de xadrez que se caracteriza pelos seguintes lances das brancas:
1.Cf3
2.g3
3.Bg2
4.0-0
A abertura Barcza é de natureza hipermoderna e pode ser transposta para o Ataque Índio do Rei, assim como para as aberturas Réti, Inglesa e Catalã.
A denominação da abertura deve-se ao seu maior divulgador, o grande mestre húngaro Gedeon Barcza.